# Hada sutrina
Hada sutrina är en fjärilsart som beskrevs av Augustus Radcliffe Grote 1881. Hada sutrina ingår i släktet Hada och familjen nattflyn. Inga underarter finns listade i Catalogue of Life.